# 854
السنة 854 (DCCCLIV) كانت سنة بسيطة تبدأ يوم الإثنين (سوف يظهر الرابط التقويم الكامل للعام) حسب التقويم اليولياني.

## أحداث
- 5 فبراير - البدئ ببناء سور دمياط وحصونها يوم بسبب محاولات الرومان لغزوها.

## وفيات
- سحنون بن سعيد التنوخي
- أحمد بن أبي دؤاد